# Guido Röss
Guido Röss (fl. XX secolo) è stato un calciatore italiano, di ruolo attaccante.

## Carriera
Dalla stagione 1907-1908 al 1909-1910 ha vestito la maglia del Libertas F.C. disputando i campionati di Terza e Seconda Categoria.
Non deve essere confuso con Guido Ros, giocatore quasi omonimo di lui più giovane di almeno 10 anni che è stato erroneamente scambiato da Baccani nel libro "Annuario Italiano del Football del 1914-15" per il giocatore più giovane citandolo come nato nel 1898. Guido Röss non può essere sceso in campo nella stagione 1907-1908 a soli 10 anni.